# Nofrubiti

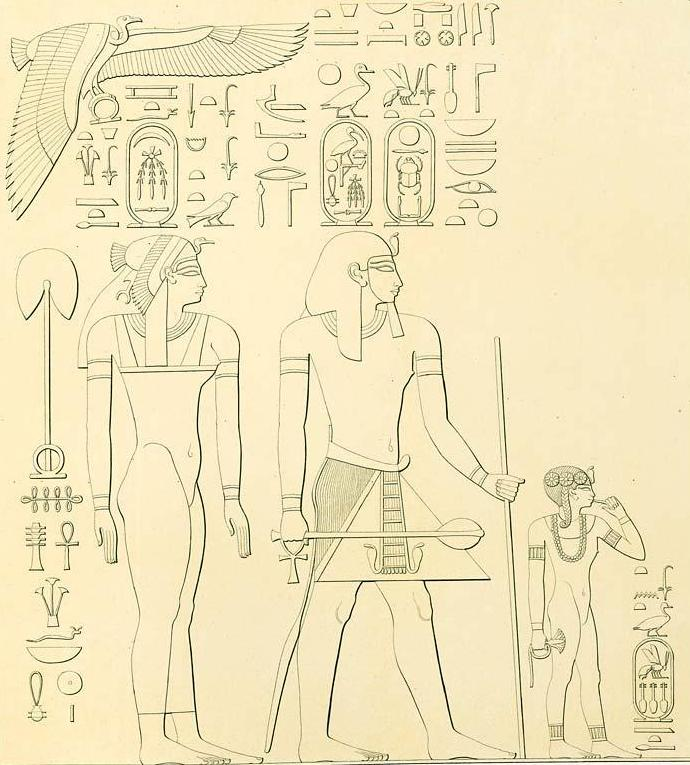
Königin Ahmose, Thutmosis I. und Nofrubiti

Nofrubiti, auch Nofru-biti, Neferubiti, Nefru-biti und Achbetneferu, war eine Tochter von Thutmosis I. und Königin Ahmose in der 18. Dynastie, Neues Reich. Ihre Geschwister waren die spätere Königin Hatschepsut und Amunmose sowie Wadjmes (auch Wadjmose), wobei bei letzterem unklar ist, ob er ihr Bruder oder Halbbruder war. Thutmosis II. war als Sohn der Mutnofret ein Halbbruder der Nofrubiti.
Die Prinzessin ist auf den Wänden des Heiligtums der Hatschepsut in deren Totentempel in Deir el-Bahari genannt.